# Gonistylum ruficorne
Gonistylum ruficorne là một loài ruồi trong họ Tachinidae.